# 草莓救星
草莓救星（英文團名：WE SAVE STRAWBERRIES，簡稱W.S.S.），台灣後搖滾樂團。1998年成立，起初取名"GESSO"（打底劑），翌年三月改團名為「草莓救星」沿用至今。

## 團員
- 吳曉萱(腊筆) / Labi Wu - 主唱、木吉他手
- 吳穎然(阿尼) / ARNY Ing - 和聲、吉他手、音效合成器
- 侯啟泰(啟泰) / Chitai Hou - 和聲、吉他手
- 呂海棻(海棻) / Hyphen - 和聲、貝斯吉他
- 呂孟芝(滾滾) / Aki - 鼓

## 簡介
- 1998 台中東海+靜宜幾位大學生組成。第一個月只有兩個人會樂器。原來有個很裝文青的團名「Gesso」。
- 1999 為改名，第一代團長DuDu亂取名，團員衝動附和，後悔也來不及了。參加春天吶喊，開始大量的演出。
- 2000 ～ 2002 「崩代紀事2」合輯「Vibe」合輯「劇場配樂紀實」EP
- 2003 首張專輯「太陽系」出版
- 2004 ～ 2008 經歷當兵和團員更換。來到台北。
- 2009 「連連看」音樂節合輯
- 2010 第二張專輯「羽毛河」出版
- 2011 金曲獎、金音獎相繼入圍。「Taiwan Calling」合輯
- 2012「連連看」音樂祭第二張合輯
- 2014 第三張專輯「德古拉城市」出版
- 2023 10月20日 EP《失敗的我們》發行

## 外部連結
- 草莓救星臉書 （页面存档备份，存于）
- 風和日麗唱片行 （页面存档备份，存于）